# Janine Wegman

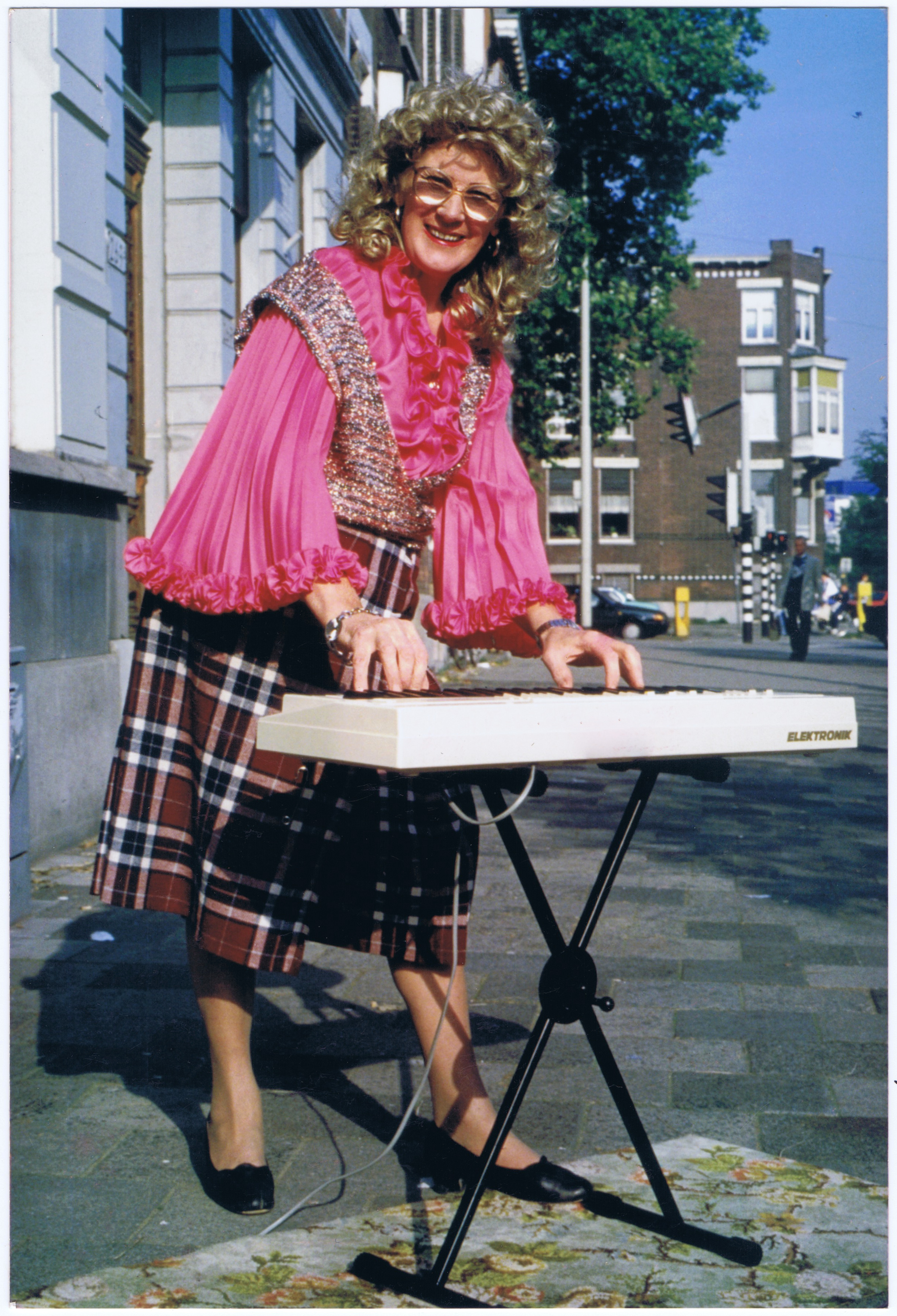
Janine Wegman speelt op haar keyboard voor haar huis op de Bergweg te Rotterdam

Janine Wegman (Rotterdam, 25 september 1925 – 22 februari 2007) was een Hammondorganist en artiest. Ze was als een van de eerste mensen in Nederland openlijk transseksueel. 

## Carrière
Wegman begon haar carrière als goochelaar ‘Rinus’, en had later succes samen met haar eerste vrouw met de act 'Marinio en Janine', en kwam met deze act al in 1949 op televisie. Ze werkte bij de vrijwillige brandweer. Later werd ze Hammondorganiste. Ze trad veelvuldig op in Rotterdam, en begin 1970 speelde ze op woensdag- en zaterdagmiddag regelmatig op het Schouwburgplein.

## Transgender-emancipatie
Wegman is in Rotterdam geboren als intersekse persoon. Ze werd geregistreerd onder de naam Marinus Johannes Wegman. Ze is twee keer getrouwd en had twee kinderen. Sinds eind jaren 1950 identificeerde ze zich als vrouw en vertoonde ze zich ook openlijk als vrouw, als de eerste transseksuele persoon in Rotterdam. De naam Janine nam ze over van haar eerste vrouw. In 1978 zette ze een contactadvertentie in de krant met de tekst 'Welke man of vrouw neemt vrouw met foutje gratis mee op vakantie?' De vijftien jaar jongere Jan van Vriesland reageerde en nam haar mee op haar eerste buitenlandse reis naar Spanje. Het paar trouwde tijdens deze reis in Barcelona, maar dit huwelijk werd niet officieel in Nederland erkend. In 1992 verscheen ze in het televisieprogramma Paradijsvogels. Samen met trans-pioniers zoals Aaïcha Bergamin was ze één van de eerste mensen in Nederland die zich openlijk als transseksueel manifesteerde. Ze was onder behandeling van Dr Otto de Vaal en ontving hormoontabletten.
Sinds 1959 gold er een Algemene Politieverordening in Rotterdam waar artikel 56, “Vermomd of gemaskerd lopen”, gebruikt werd om op te treden tegen travestie. De tekst van lid 1 luidde: “Het is verboden zich op de weg te vertonen in de kleding van de kunne, waartoe men niet behoort.” Wegman werd regelmatig door de politie opgepakt omdat ze in vrouwenkleding op straat liep. Ze kwam in aanraking met de politie nadat ze in de Benthuizerstraat een agent op zijn gezicht had geslagen, waarna een groep van zes politieagenten haar tot bloedens toe sloegen.
Ze heeft zich lang ingezet om lid te kunnen worden van het COC.
Via een rechtszaak lukte het Wegman in 1978 om de naam in haar paspoort te laten veranderen in Johanna Maria Wegman. In een poging om de V van Vrouwelijk in haar paspoort te krijgen liet ze meerdere malen haar borsten zien op het stadhuis. Na de eerste actie in 1978 kraste een ambtenaar van de burgerlijke stand zelf de V van Vrouwelijk in haar paspoort, maar dit was geen wettelijke rechtsgeldige verandering. Na haar tweede actie in 1995 gaf de ambtenaar van de burgerlijke stand aan dat er geen geldige documenten van geslachtsverandering waren, wat tussen 1985 en 2014 een voorwaarde was voor geslachtswijziging op identiteitsbewijzen. In 1996, nadat ze zich had laten castreren, en opnieuw met ontbloot bovenlijf aan de balie verscheen en dreigde met zelfmoord, mocht Janine Wegman zich uiteindelijk bij de burgerlijke stand laten registreren als vrouw.